# خط عرض 34° جنوب
خط عرض 34° جنوب هي إحدى دوائر العرض الجغرافية، وهي دوائر وهمية تحيط بالكرة الأرضية، وموازية لخط الاستواء، وتتميز هذه الدائرة بأن الأراضي الواقعة عليها تنتمي للمنطقة المعتدلة الدفيئة.

## حول العالم
خط عرض 34° جنوب يبدأ من خط الزوال الأولي ويتجه شرقا ويمر عبر:
| الإحداثيات                           | البلد أو الإقليم أو البحر | ملاحظات |
| ------------------------------------ | ------------------------- | --- |
| 34°0′S 0°0′E / 34.000°S 0.000°E      | المحيط الأطلسي            | |
| 34°0′S 18°20′E / 34.000°S 18.333°E   | جنوب إفريقيا              | كيب الغربية – مرورا عبر كيب تاون (في 34°0′S 18°33′E / 34.000°S 18.550°E) |
| 34°0′S 23°30′E / 34.000°S 23.500°E   | المحيط الهندي             | |
| 23°45′S 18°20′E / 23.750°S 18.333°E  | جنوب إفريقيا              | كيب الشرقية |
| 34°0′S 24°56′E / 34.000°S 24.933°E   | المحيط الهندي             | St Francis Bay |
| 23°45′S 25°19′E / 23.750°S 25.317°E  | جنوب إفريقيا              | كيب الشرقية |
| 34°0′S 25°41′E / 34.000°S 25.683°E   | المحيط الهندي             | |
| 34°0′S 115°0′E / 34.000°S 115.000°E  | أستراليا                  | أستراليا الغربية |
| 34°0′S 119°48′E / 34.000°S 119.800°E | المحيط الهندي             | |
| 34°0′S 122°6′E / 34.000°S 122.100°E  | أستراليا                  | أستراليا الغربية – Cape Le Grand |
| 34°0′S 122°17′E / 34.000°S 122.283°E | المحيط الهندي             | |
| 34°0′S 123°10′E / 34.000°S 123.167°E | أستراليا                  | أستراليا الغربية – Cape Arid |
| 34°0′S 123°13′E / 34.000°S 123.217°E | المحيط الهندي             | الخليج الأسترالي العظيم |
| 34°0′S 135°15′E / 34.000°S 135.250°E | أستراليا                  | جنوب أستراليا – Eyre Peninsula |
| 34°0′S 136°29′E / 34.000°S 136.483°E | خليج سبنسر                | |
| 34°0′S 137°32′E / 34.000°S 137.533°E | أستراليا                  | جنوب أستراليا نيوساوث ويلز – من 34°0′S 141°0′E / 34.000°S 141.000°E, مرورا بجنوب سيدني (في 33°51′S 151°12′E / 33.850°S 151.200°E)                                              |
| 34°0′S 151°15′E / 34.000°S 151.250°E | المحيط الهادئ             | مرورا بشمال the Three Kings Islands, نيوزيلندا (في 34°8′S 172°8′E / 34.133°S 172.133°E) · مرورا بجنوب Alejandro Selkirk Island, تشيلي (في 33°49′S 80°47′W / 33.817°S 80.783°W) |
| 34°0′S 71°54′W / 34.000°S 71.900°W   | تشيلي                     | إقليم أوهيغينز إقليم سانتياغو متروبوليتان O'Higgins Region Santiago Metropolitan Region O'Higgins Region Santiago Metropolitan Region                                          |
| 34°0′S 69°51′W / 34.000°S 69.850°W   | الأرجنتين                 | محافظة مندوزا سان لويس (محافظة) قرطبة (محافظة) سانتا في (محافظة) بوينس آيرس (محافظة) إنتري ريوس (محافظة)                                                                       |
| 34°0′S 58°22′W / 34.000°S 58.367°W   | الأوروغواي                | مرورا عبر Laguna Negra (في 34°0′S 53°41′W / 34.000°S 53.683°W) |
| 34°0′S 53°31′W / 34.000°S 53.517°W   | المحيط الأطلسي            | |